# Eniwa (Vulkan)
Der Eniwa (恵庭岳, Eniwa-dake) ist ein Vulkan auf der japanischen Insel Hokkaidō. Er ist 1320 m hoch, befindet sich auf dem Stadtgebiet von Chitose südlich von Sapporo und ist Teil des Shikotsu-Tōya-Nationalparks. Der zum Nasu-Vulkangürtel gehörende Eniwa liegt am Nordwestufer des Shikotsu-Sees und war einer der Austragungsorte der Olympischen Winterspiele 1972.

## Geologie

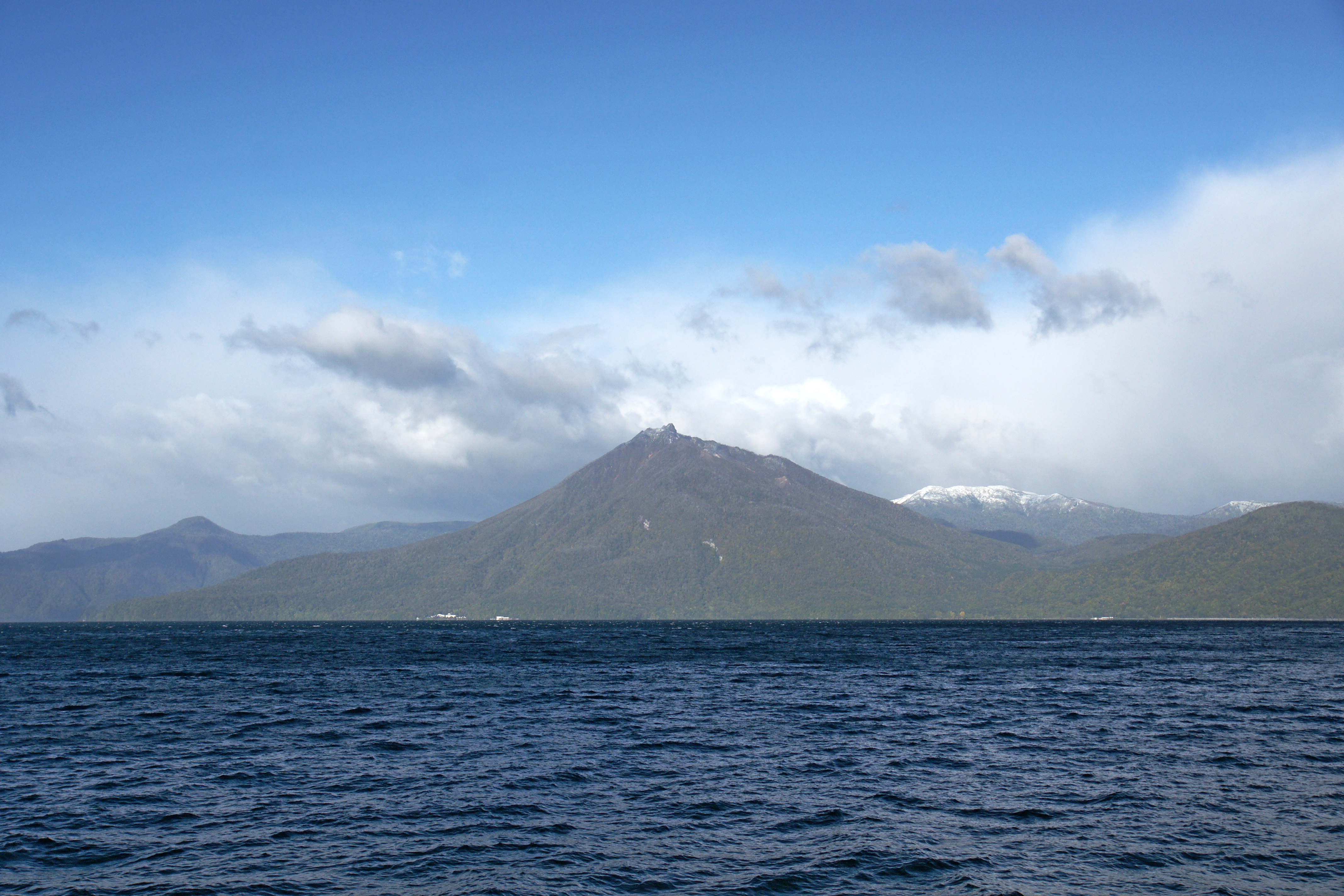
Der Eniwa vom Shikotsu-See aus gesehen

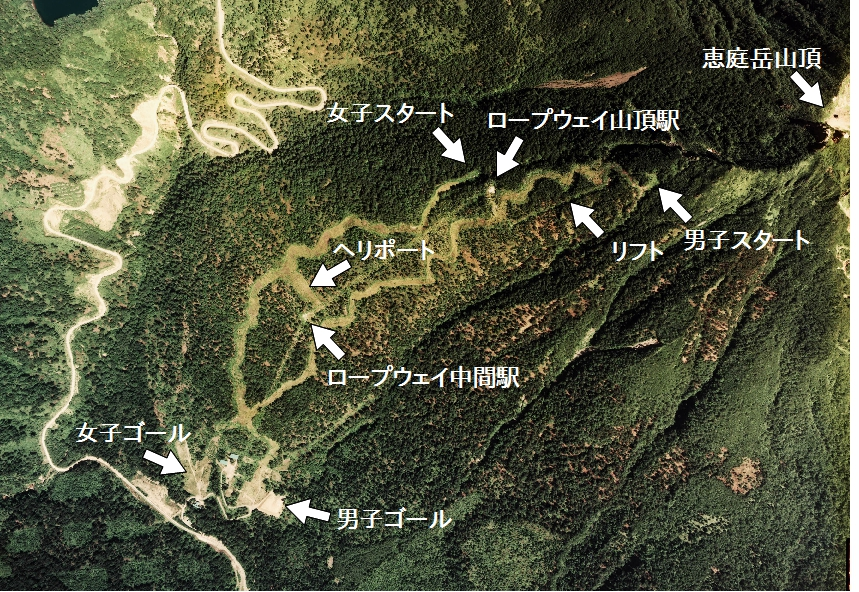
Luftansicht der olympischen Abfahrtspisten (1976)

Der Eniwa besteht zum größten Teil aus Andesit und wird von der Japan Meteorological Agency als aktiver Vulkan geführt. Er liegt am Nordwestufer des Shikotsu-Sees, den er um 1073 Meter überragt. Dieser Kratersee bildet den Mittelpunkt einer Caldera, die neben dem Eniwa auch die Vulkane Tarumae und Fuppushi am Südufer umfasst. An der Westseite des Eniwa liegt der kleine Okotan-See.
Die Caldera entstand vor etwa 40.000 Jahren durch eine plinianische Eruption. Vor 20.000 Jahren begann sich durch den Ausstoß von Bimsstein innerhalb der Calderawand ein Lavadom zu bilden. Lavaströme flossen nahe dem Gipfel sowie an der West- und Ostseite herunter, während vulkanische Asche weite Landstriche bedeckte. Radiokarbon-Messungen ergaben, dass sich die bisher letzte magmatische Eruption vor etwa 2000 Jahren ereignete. Nach einer langen Ruhephase gab es um 1500 (± 150 Jahre) erstmals phreatische Explosionen im Krater 1. Diese traten erneut um 1550 (±75 Jahre) im Krater 2 und um 1707 (± 30 Jahre) im Krater 3 auf. Diese drei Ereignisse hatten alle einen Wert von 2 auf dem Vulkanexplosivitätsindex. Seither ruht der Eniwa wieder, da sich die vulkanische Aktivität auf den Tarumae verlagerte.

## Olympische Winterspiele 1972
Am Eniwa fanden die Abfahrtsrennen der Olympischen Winterspiele 1972 statt, da es am Teine, dem Austragungsort der Riesenslaloms und Slaloms, keine Piste mit genügend großem Höhenunterschied gab. Das Organisationskomitee gewichtete die geographische Kompaktheit der Sportstätten und kurze Distanzen höher als den Umweltschutz. Es entschied sich für die Südwestflanke des Eniwa (etwa 35 km südlich des Olympischen Dorfes) und zog bereits erschlossene, aber weit entfernte Standorte wie Niseko oder Furano nicht in Betracht. Naturschützer reichten bei IOC-Präsident Avery Brundage eine Petition ein, um die Rodung von 29 Hektar Wald zu verhindern, jedoch vergeblich. Immerhin verpflichtete sich das Organisationskomitee dazu, nach den Winterspielen den natürlichen Zustand wiederherzustellen.
Die Arbeiten begannen im Juli 1968. Sie umfassten die Rodung von zwei 20 bis 60 m breiten Schneisen, den Bau einer Gondelbahn bis auf 990 m T.P. und einer daran anschließenden Sesselbahn bis auf 1106 m T.P. Hinzu kam der Bau verschiedener temporärer Einrichtungen: Betriebsgebäude, Sub-Pressezentrum, Tribünen, Kabinen für Fernsehkommentatoren, je zwei Start- und Zielhäuser, Hubschrauberlandeplatz, Parkplätze und Podium für die olympische Flamme. Insgesamt kosteten die Anlagen 834 Millionen Yen (inflationsbereinigt 7,662 Mio. Euro im Jahr 2018).
Erstmals befahren wurden die Pisten während der Internationalen Wintersportwoche im Februar 1971, die als eine Art Hauptprobe diente. Bei den olympischen Rennen am 5. und 7. Februar 1972 gab es zwei Schweizer Siege durch Marie-Theres Nadig und Bernhard Russi.
| Disziplin      | Länge  | Start       | Ziel       | Höhenun- terschied | max. Gefälle |
| -------------- | ------ | ----------- | ---------- | ------------------ | ------------ |
| Abfahrt Männer | 2636 m | 1126 m T.P. | 354 m T.P. | 772 m              | 37°          |
| Abfahrt Frauen | 2108 m | 0870 m T.P. | 336 m T.P. | 534 m              | 35°          |

Wie wenig nachhaltig die Abfahrtspisten gewesen waren, zeigte die Tatsache, dass sie nur kurze Zeit genutzt wurden. Kaum waren die olympischen Rennen vorbei, begann der Abbruch der Bergbahnen und der Gebäude. Das darauf folgende Wiederaufforstungsprogramm dauerte bis 1986 und kostete 240 Millionen Yen (ca. 2,205 Mio. Euro im Jahr 2018). Die staatliche Forstbehörde pflanzte Sachalin-Fichten anstatt der am Eniwa üblicherweise vorkommenden Ajan-Fichten, weil von letzterer Art keine Setzlinge mehr erhältlich waren. Vier Jahrzehnte nach den Winterspielen berichteten lokale Medien, dass die Schneisen mittlerweile zugewachsen seien, der neue Wald jedoch weiterhin eher einer Plantage gleiche und es wohl hundert Jahre dauern werde, bis der natürliche Zustand vollständig wiederhergestellt sei.

## Name
In der Ainu-Sprache heißt der Vulkan E-en-iwa, was als „spitzer Berg“ übersetzt werden kann. Mit der Zeit verkürzte sich dies im Japanischen zu Eniwa. Auf der 1893 erschienenen topografischen Karte der Landvermessungsbehörde (Maßstab 1:200.000) wird der Vulkan als Chitose-take (千歳嶽) bezeichnet, auf der überarbeiteten Ausgabe von 1926 als Eniwa.

## Bergwanderweg
Der Eniwa kann von Osten her über einen Bergwanderweg erklommen werden. Er beginnt in der Nähe des Poroponai-Parks am Seeufer und wird allmählich steiler, je mehr man sich dem Gipfel nähert. Die Waldgrenze befindet sich auf einer Höhe von rund 800 m. Ab dort ist das Gelände alpin und felsig. Der Anstieg dauert drei bis dreieinhalb Stunden.

## Bergbau
Um den Eniwa gibt es Gold- und Silbervorkommen, die in drei Bergwerken ausgebeutet wurden: in der Eniwa-Mine und in der Hikariryū-Mine an der Nordseite sowie in der Chitose-Mine an der Ostseite. Altersmessungen mittels der Kalium-Argon-Methode ergaben, dass die Vorkommen rund 40 Millionen Jahre alt und somit bedeutend älter als der Vulkan sind. Erste Adern waren 1899 entdeckt worden, der kommerzielle Abbau begann 1935. Da es damals in der Umgebung keine Straßen gab, mussten die Erze per Lastkahn auf die andere Seeseite und von dort mit der Ōji-Kleinbahn nach Tomakomai transportiert werden. 1943 erzwang die Regierung die Schließung aller Gold- und Silberminen, um die Bergbauressourcen auf kriegswichtige Rohstoffe zu konzentrieren. Nach dem Kriegsende blieb die Eniwa-Mine dauerhaft geschlossen, während der Abbau in der Hikariryū-Mine und in der Chitose-Mine wiederaufgenommen und bis 1986 bzw. 2006 fortgeführt wurde.